# Zichuan
Zichuan léase Tsi-Chuán (en chino:淄川区,pinyin:Zīchuān qū) es un distrito urbano bajo la administración directa de la ciudad-prefectura de Zibo. Se ubica al este de la provincia de Shandong, este de la República Popular China. Su área es de 999 km² y su población total para 2010 fue +600 mil habitantes.

## Historia
En esta región se asentó el Reino de Zichuan (菑川国) durante la dinastía Han. Zichuan se separó del Reino Qi en el 165 a. C. y se le otorgó a Liu Xian (劉賢), hijo de Liu Fei, Rey de Qi. Xian fue asesinado en la Rebelión de los Siete Estados, y fue sucedido por su hermano Liu Zhi (劉志). Zhi y sus descendientes mantuvieron a Zichuan hasta la usurpación de Wang Mang. Después de la restauración de la dinastía Han del este, el reino fue otorgado a Liu Zhong (劉 終), un seguidor del emperador Liu Xiu en la rebelión contra Wang Mang. Zhong murió en el año 34  y Zichuan se convirtió en una comandancia.

## Administración
El distrito de Zichuan se divide en 13 pueblos que se administran en 4 subdistrito y 9 poblados.